# United States of Tara

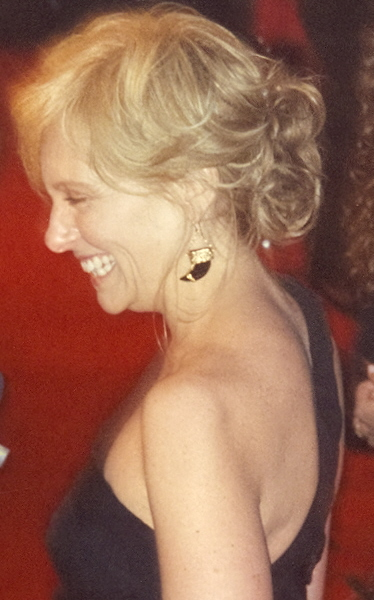
Toni Collette

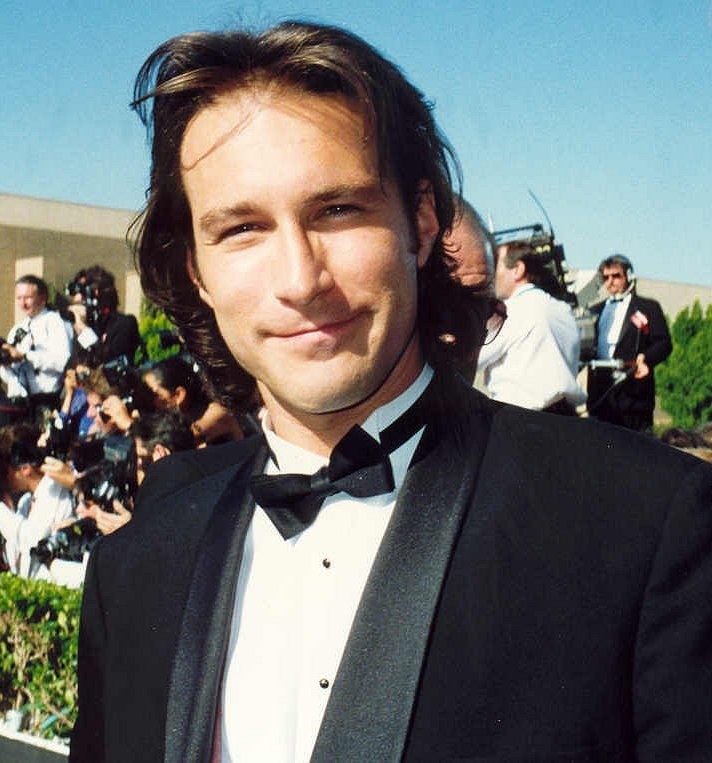
John Corbett

United States of Tara is een Amerikaanse tragikomische televisieserie van Showtime, bedacht door Steven Spielberg en ontwikkeld door Diablo Cody. De afleveringen werden oorspronkelijk van 18 januari 2009 tot en met 20 juni 2011 uitgezonden. United States of Tara won onder meer een Emmy Award voor beste titelontwerp en zowel een Emmy Award als een Golden Globe voor beste hoofdrolspeelster in een comedyserie (Toni Collette).
De serie werd in het najaar van 2009 uitgezonden op RTL 8.
Op 23 mei 2011 maakte Showtime bekend dat de serie geen vierde seizoen zou krijgen.

## Uitgangspunt
Tara Gregson is een vrouw van middelbare leeftijd die al sinds haar kindertijd een dissociatieve identiteitsstoornis heeft. Ze nam hiervoor medicatie, maar stopt hiermee om te onderzoeken wat de oorzaak is van haar aandoening. Daardoor krijgt deze de bovenhand en komen haar drie persoonlijkheden weer naar boven. Dit zijn T, een tienermeisje dat vaak aan seks denkt; Buck, een mannelijke trucker en Alice, een huisvrouw uit de jaren 50. Gaandeweg evolueert Tara en komt er nog een vierde persoonlijkheid naar boven: Gimme.
Taras gezin moet weer leren omgaan met die persoonlijkheden en daar hebben vooral haar kinderen Kate en Marshall het moeilijk mee. Haar zus Charmaine denkt dat Tara niet echt ziek is en toneel speelt.

## Cast
| Acteur           | Personage        | Opmerkingen                                                                                                 |
| ---------------- | ---------------- | --- |
| Toni Collette    | Tara Gregson     | |
| John Corbett     | Max Gregson      | Taras man. Hij heeft zijn vrouw altijd gesteund.                                                            |
| Brie Larson      | Kate Gregson     | De tienerdochter van het gezin, die het extreem moeilijk heeft met het gedrag van haar moeder.              |
| Keir Gilchrist   | Marshall Gregson | Taras zoon. Hij heeft homoseksuele gevoelens voor een klasgenoot en probeert zijn moeder altijd te steunen. |
| Rosemarie DeWitt | Charmaine        | Taras zus. Gelooft niet dat haar zus echt ziek is en denkt dat ze overdrijft.                               |